# Colette Ripert
Colette Ripert (Pernes-les-Fontaines, 17 gennaio 1930 – Parigi, 15 maggio 1999) è stata un'attrice francese.
Tra i suoi film, Risorgere per amare (1947), diretto da Jean Delannoy.

## Filmografia

### Cinema
- Tant que je vivrai, regia di Jacques de Baroncelli (1946)
- Solo una notte (Sylvie et le fantôme), regia di Claude Autant-Lara (1946) - non accreditata
- Leçon de conduite, regia di Gilles Grangier (1946) - non accreditata
- Trente et quarante, regia di Gilles Grangier (1946) - non accreditata
- L'Ennemi sans visage, regia di Robert-Paul Dagan (1946) - non accreditata
- Risorgere per amare (Les jeux sont faits), regia di Jean Delannoy (1947)
- Ploum, ploum, tra-la-la, regia di Robert Hennion (1947)
- L'eterno conflitto (Éternel conflit), regia di Georges Lampin (1948)
- Occupati d'Amelia...! (Occupe-toi d'Amélie..!), regia di Claude Autant-Lara (1949)
- Tira via non c'è papà! (La Dame de chez Maxim), regia di Marcel Aboulker (1950)
- Le Roi des camelots, regia di André Berthomieu (1951)
- La Peau d'un homme, regia di René Jolivet (1951)
- Les Quatre Sergents du Fort Carré, regia di André Hugon (1952)
- Il piacere (Le Plaisir), regia di Max Ophüls (1952) - non accreditata
- Allô... je t'aime, regia di André Berthomieu (1952)
- Les Surprises d'une nuit de noces, regia di Jean Vallée (1952)
- Faites-moi confiance!, regia di Gilles Grangier (1954)
- I sette peccati di papà (J'avais sept filles), regia di Jean Boyer (1954)
- È arrivato Slim Callaghan (À toi de jouer... Callaghan!!!), regia di Willy Rozier (1955)
- Pas de pitié pour les caves, regia di Henri Lepage (1955)
- Trois de la Canebière, regia di Maurice de Canonge (1955)
- Arènes joyeuses, regia di Maurice de Canonge (1958)
- Brigade des mœurs, regia di Maurice Boutel (1959)
- Amour, autocar et boîtes de nuit, regia di Walter Kapps (1960)
- Han matado a un cadáver, regia di Julio Salvador (1962)
- Corrimi dietro... che t'acchiappo (Cours après moi... que je t'attrape), regia di Robert Pouret (1976)
- Compagni miei atto I (Twist again à Moscou), regia di Jean-Marie Poiré (1986)